# Aladár Virág
Aladár Virág (sinh 19 tháng 2 năm 1983 ở Debrecen) là một cầu thủ bóng đá Hungary đá cho Balmazújvárosi FC.